# Karl C. King

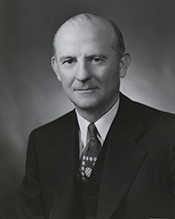
Karl C. King

Karl Clarence King (* 26. Januar 1897 in Plevna, Reno County, Kansas; † 16. April 1974 in Philadelphia, Pennsylvania) war ein US-amerikanischer Politiker. Zwischen 1951 und 1957 vertrat er den Bundesstaat Pennsylvania im US-Repräsentantenhaus.

## Werdegang
Karl King besuchte die High School in Bucklin und das Kansas State Teachers College in Emporia. Danach studierte er an der Columbia University in New York City. Anschließend absolvierte er die Wharton School in Philadelphia. Während des Ersten Weltkrieges diente er in der US Navy. In den folgenden Jahren arbeitete er in Kansas City, New York City und Philadelphia als Zeitungsreporter. Später wurde er in Morrisville in der Landwirtschaft tätig. Dort verkaufte er auch landwirtschaftliche Bedarfsgüter. Politisch wurde er Mitglied der Republikanischen Partei.
Nach dem Tod des Abgeordneten Albert C. Vaughn wurde King bei der fälligen Nachwahl für den achten Sitz von Pennsylvania als dessen Nachfolger in das US-Repräsentantenhaus in Washington, D.C. gewählt, wo er am 6. November 1951 sein neues Mandat antrat. Nach zwei Wiederwahlen konnte er bis zum 3. Januar 1957 im Kongress verbleiben. In diese Zeit fielen unter anderem der Koreakrieg und der Beginn der Bürgerrechtsbewegung. Im Jahr 1956 verzichtete er auf eine weitere Kandidatur.
Nach dem Ende seiner Zeit im US-Repräsentantenhaus zog sich Karl King aus der Politik zurück. Er verbrachte seinen Lebensabend auf seiner Farm bei Morrisville und starb am 16. April 1974 in Philadelphia.